# Pseudopaludinella
Pseudopaludinella is een geslacht van weekdieren uit de klasse van de Gastropoda (slakken).

## Soorten
- Pseudopaludinella arenarum (Bourguignat, 1876)
- Pseudopaludinella cissana (Radoman, 1973)
- Pseudopaludinella cygnea Anistratenko in Anistratenko & Prisjazhnjuk, 1992
- Pseudopaludinella ismailensis Anistratenko in Anistratenko & Prisjazhnjuk, 1992
- Pseudopaludinella leneumicra (Bourguignat, 1876)
- Pseudopaludinella paludinelliformis (Bourguignat, 1876)